# Muideen Akanji
Muideen Akanji (ur. 20 maja 1992 w Lagos) – nigeryjski bokser startujący w wadze średniej (75 kg). Debiutant na Letnich Igrzyskach Olimpijskich 2012 w Londynie, w pierwszej rundzie zmierzył się z Irlandczykiem Darrenem O’Neillem, z którym przegrał. Poza występem na igrzyskach w Londynie, ma brązowy medal igrzysk afrykańskich z 2011 roku.